# Dyning

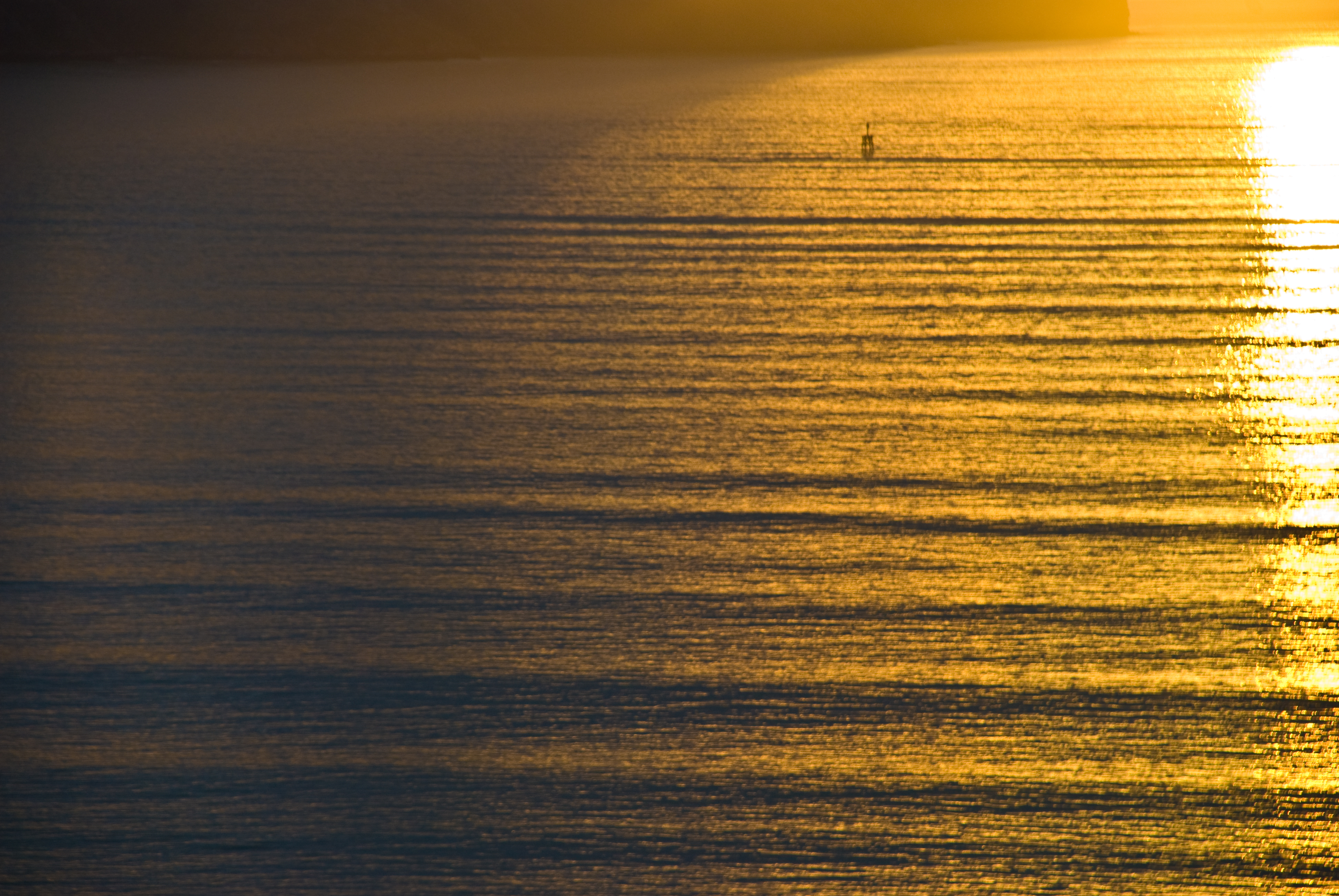
Dyningar vid Lyttelton Harbour i Nya Zeeland.

En dyning är en vattenvåg som uppkommit från vindvågor (eller vädersystem) varifrån den har rört sig och då blivit avrundad och lång till formen.
Det kan vara vind som dött ut och då kvarstår bara dyningen. Vågor ändrar riktning när de träffar på hinder, varvid dyning länkas av från vindvågorna. Ytterligare en möjlighet kommer av faktum att långa vågor har högre hastighet och lämnar de korta bakom sig. Långvågig dyning kan på detta sätt förvarna om annalkande oväder.